# Unidad Comunista
Unidad Comunista (UC) fue una coalición electoral formada en Cataluña y País Vasco (España) por el Partido Comunista de España (VIII-IX Congresos) y el Partido Comunista de los Trabajadores (que poco después se fusionarían para formar el Partido Comunista de España Unificado) para concurrir a las primeras elecciones autonómicas catalanas y vascas tras la dictadura, en 1980.
Sus resultados fueron testimoniales y no obtuvo representación. En Cataluña fue la decimotercera fuerza política, con 8198 votos, el 0,30 %; mientras que en el País Vasco alcanzó la decimoquinta posición, con 2044 votos, el 0,22 %.